# الیاس دل ری
الیاس دل ری (به اسپانیایی: Olías del Rey) یک شهرستان در اسپانیا است که در استان تولدو واقع شده‌است.

## خصوصیات
الیاس دل ری ۳۹٫۹۴ کیلومترمربع مساحت و ۶٬۶۵۶ نفر جمعیت دارد و ۵۸۸ متر بالاتر از سطح دریا واقع شده‌است.